# Hegnet (Tøndering Sogn)
 For alternative betydninger, se Hegnet. (Se også artikler, som begynder med Hegnet)
Hegnet  er navnet på en hovedgård i Tøndering Sogn i det tidligere Harre Herred, Viborg Amt, nu Skive Kommune, Region Midtjylland, i den nordlige del af halvøen Salling.
Gården siges at have tilhørt Niels Bugges far, Bugge Nielsen omkring 1330. Fra midten af 1400-tallet var den ejet af medlemmer af slægten  Skeel frem til begyndelsen af 1700-tallet. 
Senere blev Frederik Kiær de Kiærskiold ejer. Hovedbygningen er en trefløjet bindingsværksbygning, opført i 1752 af Frantz Rantzau Bentzon, men er ombygget flere gange; Hovedbygningen der har kælder fik i 1883 et nyt midterparti, med gavlkvist over hoveddøren. I 1910 blev en del af gården ødelagt ved en brand. 
Sydøst for gården i en eng ligger en 1,6 hektar stor bakke hvorpå der er et cirka 19 meter stort halvkredsformet voldsted , hvor der er fundet murbrokker og kalkrester.
|  | Denne artikel om en bygning eller et bygningsværk kan blive bedre, hvis der indsættes et (bedre) billede. Du kan hjælpe ved at afsøge Wikimedia Commons for et passende billede eller lægge et op på Wikimedia Commons med en af de tilladte licenser og indsætte det i artiklen. |

56°44′3″N 8°59′52″Ø / 56.73417°N 8.99778°Ø